# Parafia św. Józefa w Czeczewie
Parafia św. Józefa w Czeczewie – rzymskokatolicka parafia usytuowana w przy ulicy Kieleńskiej w Czeczewie w gminie Przodkowo. Wchodzi w skład
dekanatu Kielno w archidiecezji gdańskiej.

## Historia
W 1923 zawiązał się Komitet Budowy Kościoła, którego celem stało się pozyskanie środków materialnych na budowę Kościoła. W roku 1925 biskup Augustyn Rosentreter – Ordynariusz Chełmiński, erygował parafię pod wezwaniem św. Józefa w obrębie wiosek należących dotychczas do parafii: Żukowa, Kielna, jak i Przodkowa. Początkowo opiekę duszpasterską nad parafią sprawowali kapłani  z okolicznych parafii – zwłaszcza z Żukowa. Msze w trakcie budowy były sprawowane w miejscowej Szkole Podstawowej. Parafię usamodzielnił biskup Stanisław Okoniewski. W 1927 mianowany kuratusem został ks. Melocha; w trakcie jego posługi dokończono między innymi budowę Kościoła, zakupiono ziemię pod cmentarz oraz wybudowano kostnicę. Ponadto w 1927 parafia otrzymała trzy dzwony, które zostały podarowane przez Walentego Hirsch z Detroit w Stanach Zjednoczonych, który był polskim emigrantem pochodzącym z Czeczewa. Dwa mniejsze zostały zagrabione przez Niemców w czasie II wojny światowej. Największy z nich, ważący 600 kg, ocalał.
W trakcie posługi ks. Kinka m.in. wymalowano kościół, zaś ks. Lica – przeprowadził remont wieży kościelnej i przyczynił się do konsekracji ołtarza posoborowego.
Od 2002 w parafii między innymi wykonano:
- 2003 – wybudowano kaplicę przedpogrzebową;
- 2004 – położono granitową posadzkę na kościele oraz marmurową w prezbiterium;
- 2006 – w wieży wymieniono podesty;
- 2007 – wymieniono dachówkę na kościele oraz odnowiono kopułę wieży;
- 2008 – odmalowano prezbiterium oraz ułożono wokół kościoła betonową kostkę;
- 2009 – postawiono nowy płot przy kościele od strony ulicy z cegły klinkierowej oraz ogrodzono cmentarz, jak i pozyskano ziemię do powiększenia cmentarza;
- 2010 – zainstalowano oświetlenie parkingu wraz z oświetleniem znacznej części cmentarza oraz podświetliliśmy kościół od zewnątrz;
- 2011 – umieszczone zostało nowe tabernakulum, które poświęcił arcybiskup metropolita gdański – Sławoj Leszek Głódź;
- 2012 – wykonano tzw. małą architekturę przed kościołem wraz z upamiętnieniem i obeliskiem Jana Pawła II, wkomponowanym w nową architekturę;
- 2015 – zakończono budowę nowego domu parafialnego wraz z jego poświęceniem z okazji 90 rocznicy powstania parafii przez Metropolitę Gdańskiego;
- 2016 – położono kostkę na alejkach na cmentarzu oraz częściowo na parkingu przykościelnym.

## Proboszczowie
- 1927–1948: ks. Bolesław Meloch
  - kuratus
- 1950–1957: ks. Feliks Borowski
  - administrator parafii
- 1957–1958: ks. Wacław Maliński
  - administrator parafii
- 1958–1968: ks. Stefan Kinka
  - administrator parafii
- 1968–2001: ks. kan. Anastazy Lica[2]
- od 15 XII 2001: ks. mgr Józef Kuchta[3]